# 三宅支庁

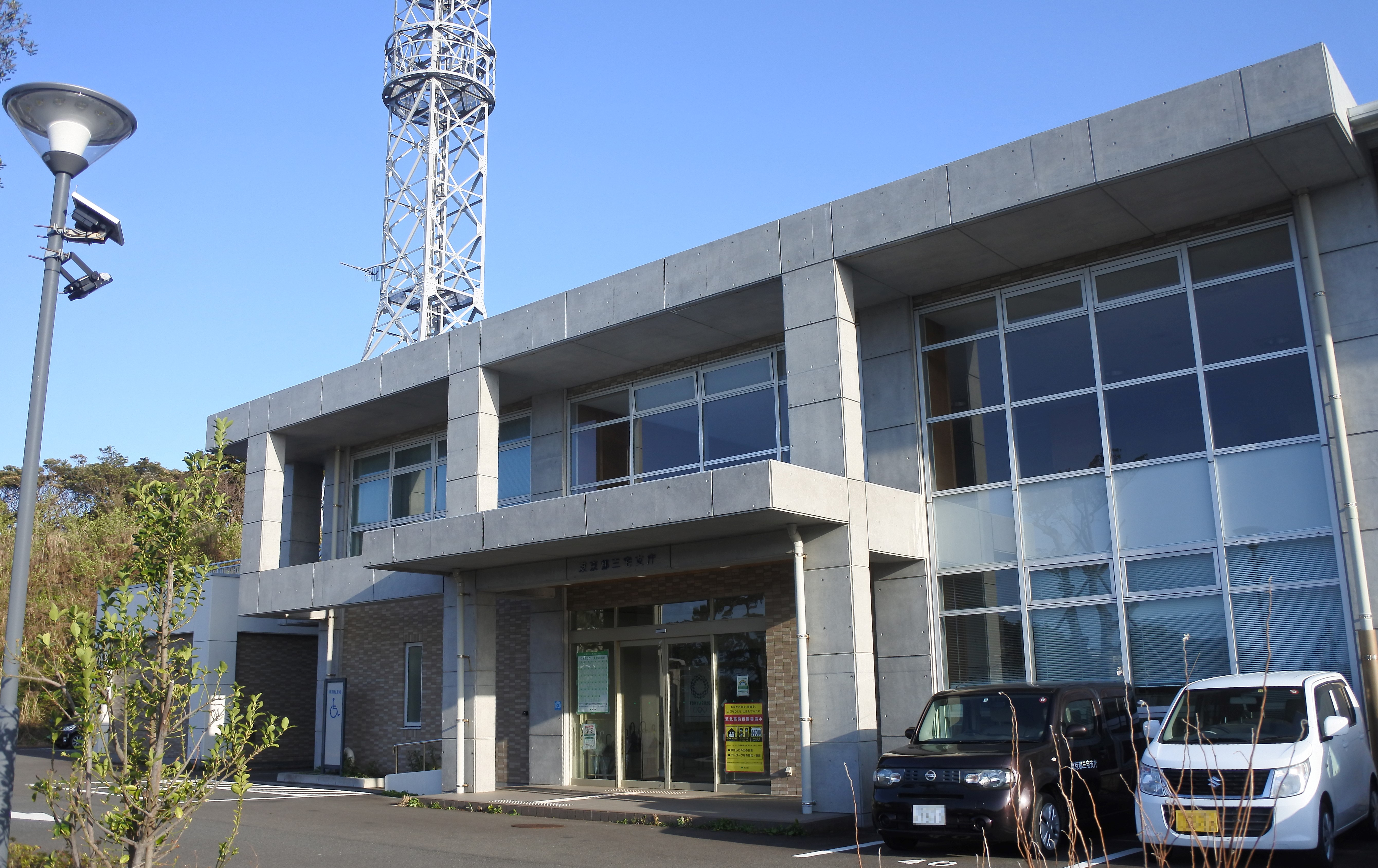
三宅支庁舎

三宅支庁（みやけしちょう）は、東京都の支庁のひとつで事務機構上は東京都総務局に属する。
所管区域は三宅村及び御蔵島村の区域。
地方自治法では東京都の支庁なので、郡のような行政上の所属や住所表記とは関係が無い。例えば三宅村は「東京都三宅村」であり、「東京都三宅支庁三宅村」という表記は誤りである。
所在地は〒100-1102 東京都三宅村伊豆642番地。

## 沿革
- 1920年（大正9年）：伊豆諸島の5つの島役所が廃止され大島島庁管轄となる。三宅島には出張所が設置。
- 1926年（大正15年）：島庁廃止により大島支庁に改組。
- 1943年（昭和18年）：三宅島出張所が大島支庁から分立し、三宅支庁となる。

## 組織
- 支庁長
  - 総務課
  - 土木港湾課
  - 産業課